# Adam Elshar
Adam Elshar (* 23. Juli 1994 in Ägypten; eigentlich Mahmoud Khaled El Sharkawy, arabisch محمود خالد الشرقاوي, DMG Mahmud Khalid Alsharqawi) ist ein US-amerikanischer Schauspieler.

## Leben
El Sharkawy wurde am 23. Juli 1994 in Ägypten als mittlerer von drei Söhnen geboren. Die Familie zog nach Kalifornien, als er noch ein Kind war. Seinen Vornamen Adam erhielt er an der John Robert School of Acting. Er wirkte 2009 in einer Episode der Fernsehserie Disney XD's Skyrunners Testimonials mit. Im Alter von 18 Jahren entschied er sich, zukünftig unter seinem Künstlernamen in Erscheinung zu treten. Sein Filmdebüt gab er 2018 im Kurzfilm It's the AZN. 2019 folgten Besetzungen in Low Low, Cuck und dem Horrorfilm Clown – Willkommen im Kabinett des Schreckens in der Rolle des Austin. 2020 folgten Besetzungen im Spielfilm 86 Melrose Avenue und dem Kurzfilm Sevendust: Dying to Live. 2021 wirkte er in einer Episode der Fernsehserie Navy CIS: L.A. mit und spielte in insgesamt 18 Episoden der Fernsehserie Newton's Cradle die Rolle des Big Zee. 2022 folgten eine Nebenrolle im Film Emily the Criminal und wiederkehrende Besetzungen in den Serien Dangerous Curve und Crazy About You.

## Filmografie (Auswahl)
- 2009: Disney XD's Skyrunners Testimonials (Fernsehserie, Episode 2x15)
- 2018: It's the AZN (Kurzfilm)
- 2019: Low Low
- 2019: Cuck
- 2019: Clown – Willkommen im Kabinett des Schreckens (Clown)
- 2020: 86 Melrose Avenue
- 2020: Sevendust: Dying to Live (Kurzfilm)
- 2021: Navy CIS: L.A. (NCIS: Los Angeles, Fernsehserie, Episode 12x15)
- 2021: Newton's Cradle (Fernsehserie, 18 Episoden)
- 2022: Emily the Criminal
- 2022: Dangerous Curve (Miniserie, 15 Episoden)
- 2022: Crazy About You (Fernsehserie, 15 Episoden)